# Lachapelle-sous-Aubenas
Lachapelle-sous-Aubenas är en kommun i departementet Ardèche i regionen Auvergne-Rhône-Alpes i sydöstra Frankrike. Kommunen ligger  i kantonen Aubenas som ligger i arrondissementet Largentière. År 2022 hade Lachapelle-sous-Aubenas 1 840 invånare.

## Befolkningsutveckling
Antalet invånare i kommunen Lachapelle-sous-Aubenas
Referens: INSEE